# Diecezja Nagoi
Diecezja Nagoi – diecezja rzymskokatolicka w mieście Nagoja w Japonii, należy do metropolii Osaki.

## Historia
- 18 II 1922: Wyodrębniono prefekturę w Nagoi z prefektury w Niigacie z Archidiecezji w Tokio.
- 16 IV 1962: Podniesiono rangę z prefektury do diecezji.